# La Chaize-Giraud
La Chaize-Giraud település Franciaországban, Vendée megyében. Lakosainak száma 1103 fő (2022. január 1.). La Chaize-Giraud Brem-sur-Mer, L’Aiguillon-sur-Vie, Bretignolles-sur-Mer és Landevieille községekkel határos.

## Népesség
A település népességének változása:
| Lakosok száma | 1017 | 1054 | 1074 | 1068 | 1076 | 1083 | 1095 | 1093 | 1103 |
|               | 2013 | 2015 | 2016 | 2017 | 2018 | 2019 | 2020 | 2021 | 2022 |